# Sophie Dodemont
Sophie Dodemont (Pont-Sainte-Maxence, 30 de agosto de 1973) é uma arqueira francesa, medalhista olímpica.

## Carreira
Sophie Dodemont representou seu país nos Jogos Olímpicos em 2008, ganhando a medalha de bronze por equipes em 2008.